# 1982-es Vuelta ciclista a España
Az 1982-es Vuelta ciclista a España volt a 37. spanyol körverseny. 1982. április 20-a és május 9-e között rendezték. A verseny össztávja 3456 km volt, és 19 szakaszból állt. Végső győztes a spanyol Marino Lejarreta lett.

## Végeredmény
|    | Versenyző                 | Csapat         | Idő           |
| -- | ------------------------- | -------------- | ------------- |
| 1  | Marino Lejarreta          | Teka           | 95 óra 47' 23 |
| 2  | Michel Pollentier         | Safir-Concorde | 18            |
| 3  | Sven-Ake Nilsson          | Wolber-Spidel  | 1' 17         |
| 4  | Faustino Ruperez Rincon   | Zor-Helios     | 2' 14         |
| 5  | José-Luis Laguia          | Reynolds-Galli | 2' 37         |
| 6  | Pierre-Raymond Villemiane | Wolber-Spidel  | 2' 43         |
| 7  | Stefan Mutter             | Puch-Eurotex   | 4' 18         |
| 8  | Jaime Vilamajo Ipiens     | Kelme-Merckx   | 4' 19         |
| 9  | Marc Durant               | Wolber-Spidel  | 5' 10         |
| 10 | Alvaro Pino               | Zor-Helios     | 5' 53         |